# 金谷英一
金谷 英一（かなたに えいいち、1927年8月15日 - ）は、日本の建築生産・建築環境工学者。建築設備士。工学博士（京都大学）。大阪工業大学名誉教授。元建築学教室担当。空気調和・衛生工学会特別会員・元理事。
専門は、建築環境工学、建築生産/建築設備。

## 略歴
1951年京都大学工学部建築学科卒業。1954年京都大学大学院工学研究科特別研究生前期修了（指導教授：建築環境工学の第一人者で日本建築学会会長を務めた前田敏男）、のちに工学博士（京都大学）。1955年大阪工業大学工学部建築学科に講師として着任、建築学教室を担当。1964年同学科助教授を経て、1974年同学科教授。1995年大阪工業大学名誉教授。
大阪工業大学工学部建築学科にて40年の長きに渡り教鞭を執り、大学初期の建築環境工学および建築生産/建築設備の研究育成に貢献した。
主な所属学会は、日本建築学会、空気調和・衛生工学会、日本建築協会、日本建築設備士協会、建築設備技術者協会。主な著書は、建築環境工学概論（単著、明現社1976、学術書）など。

## 主な研究
- 簡易な熱流計の試作：建築設備・建築生産
- 鉄筋コンクリート造住宅の屋根裏の結露調査[3]：建築環境工学
- 周期加熱法による建築材料の温度伝導率測定法の検討
- 住宅群の外部熱環境に関する調査研究 - 京都大学との共同研究[4]
- 日射を受ける壁体の室内表面温度について
- 建築断熱工法について